# Kassapa Ier
Kassapa Ier est un roi du royaume d'Anuradhapura, dans l'actuel Sri Lanka. Il est le 2e de la dynastie Moriya.
Kassapa est réputé pour avoir fait construire de la citadelle de Sigiriya,,. Il est monté sur le trône en renversant son père, le roi Dhatusena, et en usurpant son petit frère mais héritier légitime au trône, Moggallana, après un coup d'État dans le palais royal.
Une fois couronné, il a emprisonné et exécuté son père. C'est ainsi qu'il obtenu le nom de Kassapa le Patricide. Après 20 ans de règne, il a été vaincu par son frère Moggallana, qui avait réussi à s'enfuir en Inde du Sud avant de revenir avec une armée pour regagner le trône.

## Étymologie
Son nom provient de la langue pali, propre au bouddhisme Theravada pratiqué au Sri Lanka, dont l'écriture est en Devanagari. La transcription en langue latine peut donc donner des résultats différents, selon le mot est transcrit traditionnellement ou en ISO 15919.
Ainsi, Kassapa peut s'écrire Kashyapa, ou Kasyapa.

## Biographie

### Acquisition du trône
Bien que Kassapa était le fils aîné du roi, il n'était pas l'héritier du trône. Moggallana était le fils de l'épouse royale et l'héritier légitime du trône, tandis que Kassapa était né d'une concubine non royale. Malgré son statut de batard, Kassapa a cherché à monter le trône en usurpant Moggallana. Il a été aidé par le commandant de l'armée du roi, Migara, qui cherchait à se venger d'un désaccord passé entre lui et le roi. Assisté et encouragé par Migara, Kassapa réussi un coup d'état et renverse son père Dhatusena.
Dhatusena a été emprisonné, et Kassapa est devenu le roi du pays en 473, cependant, Moggallana réussit à s'enfuir vers le sud de l'Inde, craignant que son frère ne l'assassine. Migara a conduit Kassapa à croire que son père Dhatusena avait caché des trésors de grande richesse, et Kassapa a exigé ces trésors du roi emprisonné. Dhatusena emmena ses ravisseurs au Kalaweva, un grand réservoir d'irrigation qu'il avait construit, et lui dit que c'était le seul trésor qu'il possédait. Enragé par cette ruse, Kassapa fait assassiner son père en l'enterrant dans un mur ,.

### Construction de la citadelle de Sigiriya
Après cet assassinat, Kassapa a été disgracié parmi le public et les bikkhus. Il a reçu le nom Pithru Ghathaka Kashyapa, signifiant Kassapa le Patricide. À cause de cela, et craignant une attaque de Moggallana, Kassapa déplaça sa capitale et sa résidence de la capitale traditionnelle d'Anuradhapura à l'endroit le plus sûr du pays, sur le rocher de Sigiriya. À Sigiriya, il y construit une grande citadelle et une ville élaborée.
Sigiriya était un grand rocher s'élevant au-dessus de la plaine environnante, offrant une vue sans encombre dans toutes les directions, ce qui donnait un avantage stratégique aux défenseurs dans le cas d'une attaque. De grands remparts et des douves ont été construits autour de la ville. Un grand jardin élaboré a été construit autour de la roche. Ces jardins comprenaient un certain nombre de piscines, de fontaines et d'autres structures. Un système d'irrigation souterrain complexe a fourni de l'eau à ces piscines et fontaines, et les fontaines sont fonctionnelles à ce jour.
Les constructions sur le rocher de Sigiriya incluent le palais du roi parmi plusieurs autres bâtiments et piscines. Les fresques de Sigiriya, qui représentent des jeunes filles portant des fleurs, ont également été créées pendant le règne de Kassapa. Le Mirror Wall, également connu sous le nom de Ketapath Pawura, est une autre création importante.

### Défaite et mort
Moggallana a organisé une armée dans le sud de l'Inde et est retourné au Sri Lanka pour réclamer son droit au trône. La bataille a eu lieu dans les plaines entourant Sigiriya, et l'armée de Kassapaa été vaincue en 495.
Kassapa s'est suicidé avec sa propre épée, Moggallana est devenu le nouveau roi.

## Remarques sur les sources
Il faut préciser que la version exposée dans le Culavamsa, rédigée 1000 ans plus tard au XIIIe siècle par des chroniqueurs bouddhistes hostiles à Kassapa, a toujours été reconnue comme partiale et sujette à caution.

## Dans la culture populaire
- En 1950, établissant un parallèle avec le poème du « Nuage Messager » provenant du livre Meghaduta du célèbre dramaturge indien Kalidasa, l'orientaliste cinghalais Senarat Paranavitana a tenté une nouvelle interprétation du site en y voyant une figuration du Mont Kailash, demeure himalayenne du dieu hindou Kubera, dont le but aurait été de légitimer le règne de Kassapa en divinisant celui-ci[6].

- En 2012, l’écrivain français Alain Delbe écrit le roman Sigiriya, le Rocher du Lion, où il imagine que le roi Kassapa faisant un récit de sa vie à un conteur et brigand ayant accepté de Moggallana la mission de l’assassiner. Outre que Sigirîya s’avère un palais dédié à Shiva, se dévoile un portrait de Kassapa qui, loin de l’image du roi mégalomane et paranoïaque, révèle un être engagé dans une véritable quête mystique et artistique.